# Isomma elouardi
Isomma elouardi – gatunek ważki z rodziny gadziogłówkowatych (Gomphidae). Znany tylko z okazów typowych odłowionych w nieokreślonej lokalizacji na Madagaskarze.